# نينجا جايدن شادو
نينجا غايدن شادو (بالإنجليزية: Ninja Gaiden Shadow)‏ ـ (باليابانية: 忍者龍剣伝GB 摩天楼決戦) ، هي لعبة فيديو من نوع أكشن، صدرت لنظام جيم بوي بتاريخ 13 ديسمبر عام 1991م باليابان، وطورها ونشرها شركة تيكمو اليابانية.

## اختلاف التسمية
في الإصدار الأوروبي والأسترالي تمت استبدال التسمية والشخصية من نينجا غايدن لبطل اللعبة ريو هايابوسا وهو رجل النينجا والتي تصدر بالولايات المتحدة واليابان إلى تسمية المقاتل المحارب (بالإنجليزية:Shadow Warriors) وبشخصية رجل الكاراتيه.

## وصلات خارجية
- Ninja Gaiden Shadow على موبي غيمز
- Composer information for Ninja Gaiden Shadow at Portable Music History